# Aleksander Doba

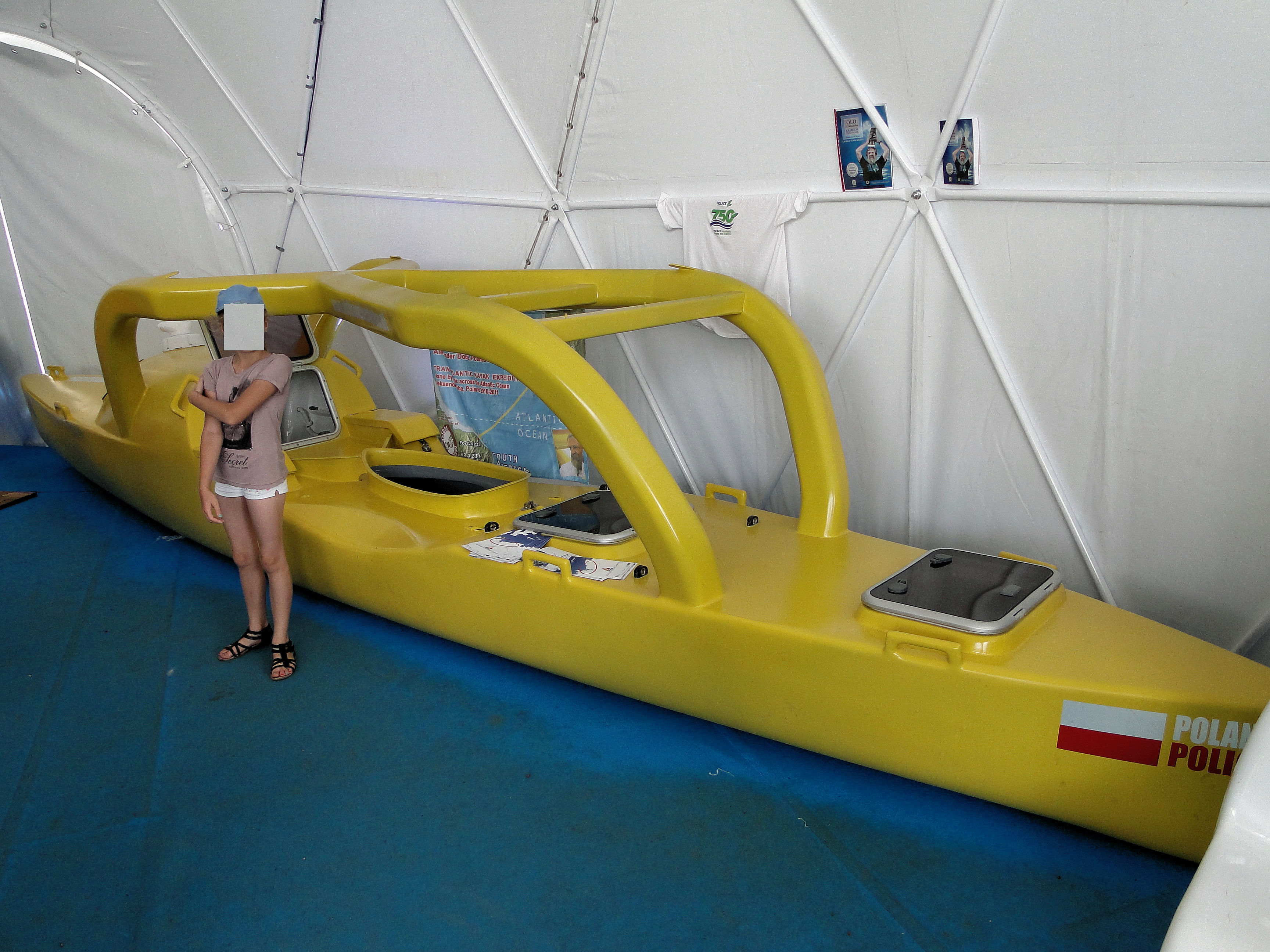
Caiaque marítimo usado por Doba em sua travessia do Atlântico em 2010

Aleksander Doba (9 de setembro de 1946 – 22 de fevereiro de 2021) foi um aventureiro polonês conhecido por suas expedições em caiaque em águas oceânicas. É particularmente famoso por suas três travessias solitárias do oceano Atlântico em um caiaque, que o tornaram a pessoa mais velha a cruzar o Atlântico sozinho em um caiaque e a primeira pessoa a fazê-lo três vezes.

## Carreira
Doba começou a remar aos dezesseis anos, mas sua primeira grande expedição ocorreu em 1980, quando ele navegou ao redor do mar Báltico em um caiaque de madeira caseiro. Desde então, ele realizou várias outras expedições em águas oceânicas, incluindo remadas ao longo da costa da Noruega, Suécia e Dinamarca, e a circum-navegação de todo o Mar Báltico.
Seu maior desafio até o momento foi a travessia do oceano Atlântico em um caiaque. Ele realizou sua primeira travessia em 2010, navegando de Senegal ao Brasil em noventa e nove dias. Em 2013, ele cruzou novamente o Atlântico, desta vez de Portugal ao Brasil em 167 dias, enfrentando vários desafios, incluindo fortes tempestades e avarias em seu caiaque. Em 2017, ele completou sua terceira travessia do Atlântico, navegando de Nova Iorque a Póvoa de Varzim, em Portugal, em cento e dez dias.
Ao longo de sua carreira, Doba ganhou vários prêmios e honrarias, incluindo a Ordem do Mérito da Polônia e a Cruz de Ouro do Mérito da Polônia. Doba foi nomeado aventureiro do ano 2015 pela revista National Geographic por ter completado a mais longa travessia solo de caiaque pelo oceano Atlântico na história. Ele partiu de Lisboa, Portugal, em outubro de 2013 e chegou na Flórida, Estados Unidos, em abril de 2014, depois de remar 12.427 quilômetros em 196 dias. Ele enfrentou tempestades, tubarões, peixes voadores e problemas técnicos durante a sua jornada épica. Ele tinha 67 anos na época e se tornou a primeira pessoa a cruzar o Atlântico sem vela três vezes.